# 打鼓嶺（松園下）巴士總站

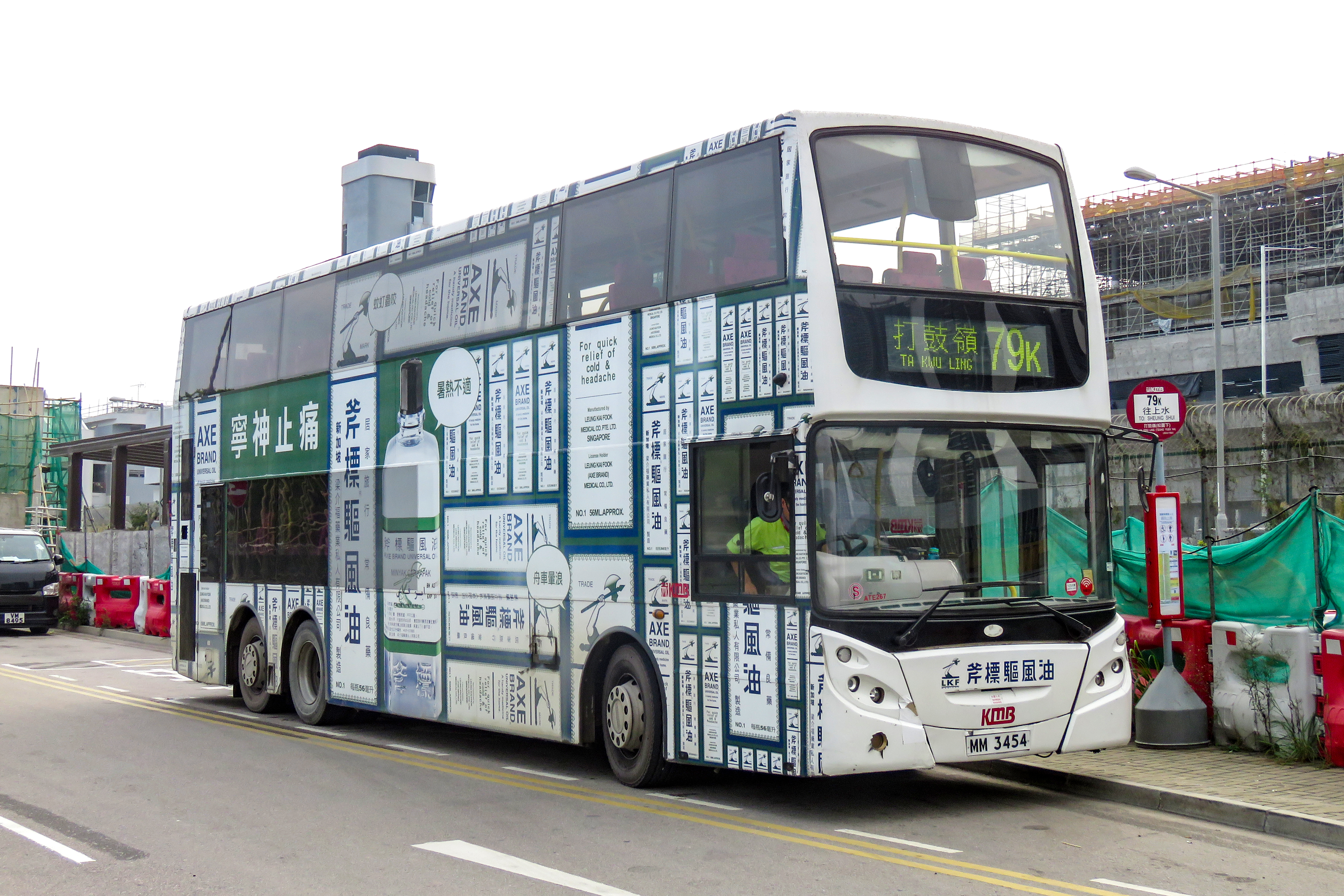
九巴79K線停靠該總站

打鼓嶺（松園下）巴士總站（英語：Ta Kwu Ling (Tsung Yuen Ha) Bus Terminus）是位於香港新界北區打鼓嶺蓮麻坑路近松園下村通道的迴旋路上，劃設有專綫小巴總站站位，是香港境內最北面的巴士總站。

## 歷史
- 2017年5月15日：九巴79K線由打鼓嶺延長至此站，開通時名為打鼓嶺（松園下）。
- 2022年12月：九巴將總站名稱改為香園圍口岸（打鼓嶺）。
- 九巴於2023年1月再次更改站名，並命名為打鼓嶺（香園圍口岸）。
- 2023年2月上旬，九巴把此站站名改回打鼓嶺（松園下）。

## 途經路線資料

### 新界區專線小巴59K線
- 上水站 ↔ 蓮麻坑

## 總站路線資料

### 九龍巴士79K線
- 上水 ↔ 打鼓嶺（松園下）

由九龍巴士營運的一條路線，提供上水、聯和墟往來軍地、孔嶺及坪輋路一帶地區的巴士服務。1973年7月16日起重組路線編號改稱79；再於1983年7月16日配合當時的九廣鐵路全面電氣化更改名稱為79K。於2017年5月15日延長至打鼓嶺（松園下）巴士總站。

## 鄰近地點
- 深圳河
- 打鼓嶺
- 簡頭圍
- 較寮村
- 香園圍
- 打鼓嶺警署
- 打鼓嶺消防局
- 香園圍管制站

## 連接香園圍口岸
巴士總站北方為香園圍管制站，原定於2020年開放，因2019冠狀病毒病香港疫情影響只能率先開放貨運通關，旅檢服務則延至2023年2月6日起開放客運通關。而管制站已建有行人隧道連接此站，市民可乘車至此站，然後經行人隧道步行前往管制站過境進入中國大陸。

## 外部連結
- 香港巴士大典上的相关条目：打鼓嶺 (松園下) 總站